# 運命の人 (スピッツの曲)
「運命の人」（うんめいのひと）は、日本のロックバンド・スピッツの楽曲。1997年11月27日にポリドールより通算17作目のシングルとして発売。

## 概要
4thアルバム『Crispy!』（1993年）以来プロデュースを務めていた笹路正徳から手を離れ、当時カーネーションの棚谷祐一がサポーターとして参加。草野が久々にレコーディングでアコースティック・ギターを弾き、サウンド面ではブレイクビーツ、またライブではサンプラーを融合させるなど、新しい要素が取り入れられた。
PVには、医師役で山本竜二が出演している。

## 収録曲
全曲 作詞・作曲：草野正宗 / 編曲：スピッツ、棚谷祐一
1. 運命の人 [5:11]
2年後の1999年に映画『月光の囁き』の主題歌、2013年からはテレビ番組『有吉ゼミ』内のコーナー「坂上忍、家を買う。」の挿入歌として「夢じゃない」と共に、2017年にはMBS/TBSドラマ『伊藤くん A to E』の第7・8話エンディングテーマに採用された[6]。
8thアルバム『フェイクファー』には、「シングルバージョンのキーがかなり高い」という理由から、半音キーを下げて再レコーディングされた「Album Version」として収録され[4]、シングルバージョンは『RECYCLE Greatest Hits of SPITZ』、『CYCLE HIT 1997-2005 Spitz Complete Single Collection』に収録された。
元々「しすぎるほどグーよ」という歌詞にする予定だったが、小沢健二っぽいという理由で却下となった[7]。
2. 仲良し [2:40]
8thアルバム『フェイクファー』には、ギターのチャンネルを左右逆に配置したアレンジで収録されており、シングルバージョンはアルバム未収録となっている。
フジテレビ系アニメ『ハチミツとクローバーⅡ』第1話の挿入歌として使用された。

## 参加ミュージシャン
運命の人
- 草野マサムネ - Vocals, Guitars
- 三輪テツヤ - Guitars
- 田村明浩 - Bass Guitar
- 﨑山龍男 - Drums
- 棚谷祐一 - Organ, Synthesizer, Sampler
- 伊藤俊治 - Programming

仲良し
- 草野マサムネ - Vocals
- 三輪テツヤ - Guitars
- 田村明浩 - Bass Guitar
- 﨑山龍男 - Drums, Percussion
- 棚谷祐一 - Acoustic Piano,Organ

## 収録アルバム
運命の人
- フェイクファー（Album Version）
- RECYCLE Greatest Hits of SPITZ
- CYCLE HIT 1997-2005 Spitz Complete Single Collection

仲良し
- フェイクファー

## カバー
- 2003年 優木まおみ (ミニ・アルバム『Real My Heart』)
- 2009年 Miwa (オムニバスアルバム『Canary 恋ウタ - Sweet Bossa』)
- 2010年 美吉田月 (アルバム『Ska Flavor#3』)
- 2013年 ツヅリ・ヅクリ (アルバム『カバー・ヅクリ』)
- 2017年 杏（コンプリート・シングル・コレクション『CYCLE HIT 1991-2017 Spitz Complete Single Collection -30th Anniversary BOX-』のTV SPOT）[8]